# Johannes Chrysostomos
Johannes Chrysostomos (født 347 i Antiokia, Lilleasien, død 14. september 407) var en græsk kirkefader, lærd og helgen (helgendag 13. september). Han var berømt for sin retorik og prædikenkunst. Navnet Chrysostomos, som betyder «guld i mund», henviser til hans veltalenhed.
Han virkede først i Antiokia i Syrien og blev i 398 patriark i Konstantinopel. Der gjorde han sig blandt andet til uven med kejserinde Eudoxia, ved at gå til angreb på det moralske forfald i almindelighed og ved hoffet i særdeleshed. Det førte til, at han blev anklaget for kætteri og forvist fra hovedstaden. Han døde i fængsel i Comana i provinsen Pontos ved Sortehavet.

## Konflikten med kejserinde Eudoxia
Kejserinde Eudoxias havde en fremtrædende rolle i ved hoffet og repræsenterede ofte kejserfamilien ved kirkelige begivenheder. Hun var en vigtig støtte for den del af den kristne kirke, der bekendte sig til den Nikænske trosbekendelse, og Sokrates af Konstantinopel beretter, at hun finansierede natlige anti-arianske optog i byen. Hun ledede også de offentlige festligheder når nye relikvier af kristne martyrer ankom til Konstantinopel, og hun deltog i de vågenætter, der blev afholdt over dem. Eudoxia omtales hele vejen igennem som egenrådig i religiøse anliggender. Hun deltog uden kejseren i religiøse begivenheder, og Wendy Mayer kommenterer, at det er bemærkelsesværdigt, hvor få gange kejser Arcadius deltog i offentlige arrangementer. Man kan tolke Eudoxias indsats på den måde, at hun overtog den rolle, kejserne havde haft som kirkens beskyttere siden kejser Konstantin. Det bragte hende i konflikt med Johannes Chrysostomos. Deres første stridspunkt kan meget vel have været hans protester over, at rigets stærke mand Eutropius blev fjernet og henrettet: Eutropius havde søgt tilflugt i Hagia Sofia, og han blev lovet, at han kunne opholde sig sikkert på Cypern. Men general Gainas fik ham til Chalcedon, hvor løftet - spidsfindigt nok - ikke gjaldt, og der blev han dømt og henrettet.
Som patriark afslog Johannes blankt at afholde de sædvanlige overdådige sammenkomster, Det gjorde ham populær blandt den jævne befolkning, men bestemt ikke hos den overklasse og blandt de prælater, der plejede at nyde godt af begivenhederne. Hans reformer af kirken var ligeledes upopulære i de kredse. Biskopper og andre medlemmer af den kirkelige ledelse yndede ellers at tage ophold i Konstantinopel i længere tid på patriarkens regning, men de blev nu sendt tilbage til deres embeder i provinsen med besked om at passe deres arbejde. En af Johannes mest fremtrædende modstandere var Theofilus, som var patriark i Alexandria. Han havde ambitioner om at inddrage Konstantinopel i sit patriarkat og var modstander af udnævnelsen af Johannes. Theofilus var modstander af Origenes lære, og han beskyldte Johannes for at følge Origenes. Anledningen var, at Theofilus havde irettesat fire ægyptiske munke, fordi de godtog Origenes. De flygtede til Konstantinopel, hvor Johannes tog godt imod dem.
Johannes krydsede klinger med Eudoxia igen, da han i sine prædikener begyndte at harcelere over tidens ekstravagante kvindeklæder. Kejserinden kunne dårligt forestille sig andet, end at kritikken var rettet mod hende personligt. Man kan vælge at opfatte Johannes som enten taktløs eller frygtløs, men resultatet af hans prædikener var, at der blev dannet en alliance mellem Eudoxia og Theofilus. De fik arrangeret en synode lidt uden for Konstantinopel i 403. Den omtales også som "ege-synoden", opkaldt efter den villa, hvor mødet fandt sted. Johannes blev anklaget for at være påvirket af Origenes, og han blev afsat og forvist fra byen. Hans tilhængere tog på vej over begivenhederne, og da der fulgte et jordskælv kort efter, kaldte den overtroiske kejserinde ham tilbage.
Freden varede ikke længe. Der var blevet rejst en statue af kejserinden ved byens katedral, og Johannes nægtede at deltage i festlighederne ved dens indvielse. Han prædikede igen mod kejserinden: "Igen raser Herodias, igen er hun urolig, hun danser igen, og igen ønsker hun Johannes hoved på et fad.", med henvisning til Johannes Døberens død. Herodias blev gift med Herodes Antipas, og både Markus- og Matthæusevangeliet beretter, hvordan hun lod sin datter Salome danse for Herodes, og fik ham til at love Johannes Døberens hoved som belønning. Den 24. juni 404 blev Johannes Chrysostomos igen afsat og forvist - denne gang uden at vende tilbage - men natten efter hans afrejse brændte både Hagia Sofia og senatet. Eudoxia nåede ikke at nyde denne triumf længe, for 6. oktober døde hun i barselsseng.

## Forsøg på genindsættelse
Umiddelbart før sin forvisning i 404 havde Johannes skrevet til pave Innocens 1. for at få støtte til sin sag. Paven var interesseret i at markere sine beføjelser som overhoved for kristenheden, så han indkaldte en synode af latinske kirkefolk. Denne synode afviste enstemmigt den tidligere synode, og i et brev til kejser Arcadius bad man om, at der kunne afholdes en fælles synode for øst og vest i Thessaloniki. Kejseren blev rasende over denne indblanding og svarede ikke på brevet. Efter nogen ventetid afsendte kejser Honorius fra vestriget sammen med paven i 406 en delegation, der skulle tale Johannes sag over for kejseren. De fire biskopper i delegationen fik slet ikke lov til at komme til Konstantinopel, men blev tilbageholdt i Thrakien. Efter at deres breve var blevet taget fra dem, blev de sendt retur til Rom. Herefter var tonen mellem de to romerske riger særdeles kølig - hvilket passede fint ind i den vestlige magthaver Stilichos planer - og Johannes blev aldrig frigivet, men døde i fangenskab i 407.